# 琴·葛雷
琴·葛雷-桑瑪斯（英語：Jean Grey-Summers），本名琴·伊蓮·葛雷（Jean Elaine Grey）。是一位虛構的超級英雄，出現在美國漫威漫畫出版漫畫中。這個角色也作為奇蹟女孩，鳳凰和黑鳳凰被人们所熟知。由作家史丹·李和藝術家傑克·柯比創作，角色首次出現在《X戰警》#1（1963年9月）。
2006年，IGN將琴·葛雷列為四十年來最出色的X戰警中的第6位。而在2011年，她被IGN列為漫畫史上100大英雄中的第13名，她身為黑鳳凰的另一人格則被列為漫畫史上100大反派中的第9名。

## 簡介
琴·伊蓮·葛雷-桑瑪斯（Jean Elaine Grey-Summers）是一名力量十分強大的变种人，天生便拥有念力和心灵感应的能力。当她看到童年玩伴出车祸时第一次表现出非凡的能力。她是一个善良和关照他人的角色，但她也必须试图处理作为一个欧米茄级变种人与宇宙级“凤凰之力”的拥有者的问题。
在X戰警的漫畫故事《黑凤凰传奇》中，琴转变成为凤凰。她在这段历史上曾經多次面对死亡，她的第一次死亡是在她的伪装下作为惊奇少女，当她死亡后在《黑凤凰传奇》中作为“凤凰”重生。

## 其他媒體

### 電視
- 《漫威日本動畫》：於X戰警篇登場，日語版由日野由利加，英文版由珍妮弗·哈爾（英语：Jennifer Hale）配音。
- 《鋼鐵人：裝甲冒險》

### 電影
X戰警系列電影
- 由芳姬·詹森飾演琴·葛雷（英语：Jean Grey (film character)）。
  - 《X戰警》（2000年）
  - 《X戰警2》（2003年）
  - 《X戰警：最後戰役》（2006年）
  - 《金鋼狼：武士之戰》（2013年）
  - 《X戰警：未來昔日》（2014年）：客串
- 由蘇菲·透纳飾演年輕版的琴·葛雷[4]。
  - 《X戰警：天啟》（2016年）
  - 《X戰警：黑鳳凰》（2019年）

### 遊戲
- 《X-Men II: The Fall of the Mutants》[5]
- 《MARVEL未來之戰》：手機遊戲，琴·葛雷是玩家可使用角色之一。
- 《Marvel Puzzle Quest》：於2015年七月的更新後登場。
- 《漫威超級戰爭》：手機moba遊戲，琴·葛雷（鳳凰女）是玩家可使用角色之一。

## 資料來源
1. ↑  Hilary Goldstein; Richard George. . IGN.   [2009-05-29]. （原始内容存档于2012-10-19）.
2. ↑  . IGN.   [29 May 2015]. （原始内容存档于2012-01-20）.
3. ↑  . IGN.   [2013-08-19]. （原始内容存档于2013-07-13）.
4. ↑  Singer, Bryan. . Twitter. January 22, 2015  [January 22, 2015]. （原始内容存档于2017-09-29）.
5. ↑  .   [2019-06-11]. （原始内容存档于2021-04-08）.